# Theodore Kaczynski
Theodore John „Ted” Kaczynski (Chicago, Illinois, 1942. május 22. – Durham County, Észak-Karolina, 2023. június 10. ) amerikai anarchista, terrorista, aki Unabomber néven levélbombáiról híresült el. Több egyetemnek és légitársaságnak küldött levélbombát a kései 1970-es évektől egészen az 1990-es évek elejéig. Robbanószerkezetei három embert megöltek, 23-at megsebesítettek.
Az ipari társadalom és jövője című tanulmányában (közismert nevén Unabomber Kiáltvány) amellett érvelt, hogy tettei szélsőségességük ellenére szükségszerűek, mert így tudja felhívni a figyelmet a modern technológia veszélyeire. Merényletei, melyeket abban a reményben követett el, hogy ezzel másokat is a technikai fejlődés általi leigázásuk elleni harcra inspirál, végül az FBI története legköltségesebb embervadászatának célpontjává tették. Elfogása után a halálbüntetés elkerülése érdekében vádalkut kötött, melynek értelmében elismerte bűnösségét. Életfogytig tartó szabadságvesztésre ítélték a feltételes szabadlábra helyezés lehetősége nélkül.
Beceneve az FBI fedőnevéből alakult ki. Elfogása és valódi neve ismertté válása előtt az FBI az „UNABOM”, az angol university and airline bomber (magyarul: egyetemi és légitársasági robbantó) kifejezésekből készített mozaikszót használta megnevezésére. Ebből a média torzításának hatására alakult ki az Unabomer, az Unibomber, végül az Unabomber.

## Ifjúsága és matematikusi pályafutása
Chicagóban született második generációs lengyel származású családba, Theodore Richard Kaczynski és Wanda Theresa Dombek fiaként. Az óvodát és az elemi iskola első négy évét az ottani Sherman Elemi Iskolában végezte. Az ötödik és nyolcadik évfolyam között az Evergreen Park Central Schoolba járt. Egy ötödik osztályos teszt eredményeképp kihagyhatta a hatodik osztályt és rögtön a hetedikbe léphetett. A teszt szerint kiugróan magas IQ-val rendelkezett, szüleinek azt mondták, zseni. Állítása szerint intelligenciája 160–170 közötti tartományban volt. Az akkori teszteredményt nem hozták nyilvánossága, de Kaczynski tudományos előrehaladása karrierje kezdeti időszakában valóban kiugró volt. Osztályugrását később komoly fordulópontnak nevezte, emlékei szerint ugyanis, míg kortársaival jól megértette magát, sőt, felnéztek rá, az idősebb gyerekek számos verbális és tettleges zaklatásnak tették ki.
Középiskolás éveit az Evergreen Park Community High Schoolban töltötte. Tudományos téren jól teljesített, bár némi nehézséget említ másodévben matematikából. Később egy magasabb szintű matematikai osztályba került, ahol megerősödött a tárgyból, és végül a 11. évfolyamot is átugorhatta. Így végül a szokásosnál két évvel korábban teljesíthette a középiskolás képzést, bár ehhez egy nyári iskola elvégzésére is szüksége volt. Felvételizett a Harvardra, ahova fel is vették, s 1958 őszén kezdhetett. Mindössze 16 éves volt.

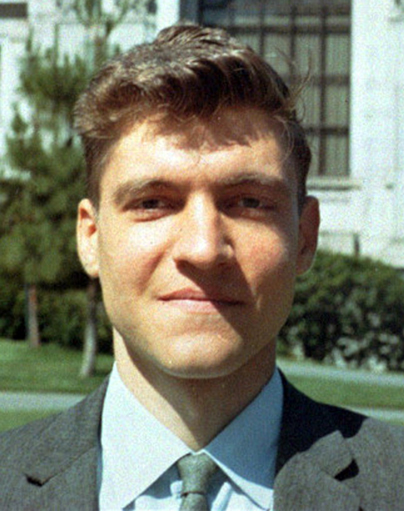
Kaczynski 1968-ban

Kaczynskit megemlítik Adolf Hitler egy rég elfelejtett személyiségprofiljában is, melyet Henry A. Murray írt, aki a második világháború alatt a Stratégiai Szolgálatok Hivatalának (Office for Strategic Services, OSS) dolgozott. Dr. Murray ellentmondásos alak volt. Miután visszatért a Harvardra, 1959 és 1962 között pszichológiai kísérletekben vett részt, ahol egy, az OSS-nél használthoz hasonló tűréshatár-tesztet alkalmaztak a hallgatói önkéntesek elérésére. Köztük volt a fiatal Theodore J. Kaczynski is. A hallgatóknak azt mondták, hogy egy, a személyes filozófiájukkal kapcsolatos beszélgetésről lenne szó egy felsőbb éves hallgatóval. Ehelyett azonban egy extrém stresszes környezetbe helyezték és hosszas pszichológiai csapássorozatnak tették ki őket. A teszt során a hallgatókat a székbe szíjazták és a pszichológiai reakcióikat mérő elektródákat csatoltak rájuk, miközben erős fénynek tették ki őket. A „vitát” filmre vették és a hallgatók tehetetlen dühreakcióit később többször is visszajátszották nekik a kísérlet folyamán. A kísérletnek nem csak Kaczynskira, hanem a többi résztvevő hallgatóra is súlyos hatása volt. Kaczynski ügyvédei, akik az 1998-ban a levélbombás merényleteivel kapcsolatban védték, érzelmi instabilitását és agykontrolltól való félelmét egészen idáig visszakövették. A Murray kutatásait jól ismerő szakértők szerint azonban ebben a jogi védelem túl messzire ment.
Kaczynski 1962-ben végzett a Harvardon, majd a Michigani Egyetemre került, ahol egyetemi diplomát és doktori fokozatot szerzett matematikából, és kutatói karrierbe is kezdett. Kevés barátja volt. Egyik professzora, George Piranian szerint „enyhe kifejezés, hogy okos volt”. Doktoriját egy év alatt szerezte meg egy olyan probléma megoldásával, amire Piranian nem volt képes. Kaczynski szakterülete a komplex függvénytan geometriai függvényelmélet nevű részterülete volt. „Becslésem szerint úgy 10-12-en érthették vagy alkalmazhatták (az eredményeit) az országban” – mondta Maxwell O. Reade matematika professzor, Kaczynski doktori bizottságának egyik tagja. 1967-ben Kaczynski Határfüggvények (Boundary Functions) nevű disszertációjával elnyerte az év legjobb matematikai dolgozatának járó díjat. Michiganben a Nemzeti Tudományos Alapítvány (National Scientific Foundation) kuratóriumi tagja volt, hallgatókat tanított három éven át, és két cikket publikált matematikai szaklapokba a disszertációjával kapcsolatban. Miután elhagyta Michigant, további négy cikket írt.
1967 őszén Kaczynskit matematikai adjunktusként szerződtette Berkeleyben a Kaliforniai Egyetem. Zárkózottsága miatt a hallgatók nem tartották túl nagyra. A tanszéki személyek kérései ellenére 1969-ben magyarázat nélkül felmondott. „Lenyűgöző tézise és publikációi miatt a ranglétrán előrehaladva mára a kar senior tagja lehetne” – mondta Calvin Moore, 1968-ban tanszékvezető-helyettes.
Berkeley-i pozíciójáról való lemondása után nem volt többé állandó munkája. Elhanyagoltan, nagyon kevés pénzből élt, időnként alkalmi munkákat vállalva, néha a családjától kapva némi anyagi támogatást. 1978-ban rövid ideig apjával és bátyjával egy műanyaghab-gyárban dolgozott.

## Robbantások
Az első levélbombát 1978 májusában küldte Buckley Crist professzornak a Northwestern Universityre. A csomagot egy parkolóházban találták a University of Illinois at Chicago területén, Crist professzor volt megadva feladóként, és amit így „vissza is küldtek” neki. Azonban ő észrevette, hogy nem a saját kézírásával lett a csomag megcímezve, és azonnal értesítette az egyetemi rendőrt, Terry Markert. Amikor Marker kinyitotta a csomagot, az felrobbant, ő pedig sérült bal kezével az Evanston Kórházba került. Az okozott sérülés a rossz technika miatt sokkal enyhébb lett a Kaczynski által vártnál. A bomba apró, otthoni műhelyben is előállítható fém alkatrészekből állt. Alapja egy füstmentes lőporral megtöltött, körülbelül háromszor harminc centiméteres fémcső volt, amelyet kézzel megmunkált fadugók zártak le. Ezzel szemben a legtöbb csőbomba csavarmenetes fémvégű lezárású, amihez a szükséges alkatrészek bármely nagykereskedésben beszerezhetőek. A fa tömítések nem bírják ki a csőben a robbanáskor fellépő nyomást. Részben emiatt nem volt meg a bombának a Kaczinsky által kívánt hatása. A bombában használt primitív gyújtószerkezet egy szalaggal megfeszített szög volt, amely hat közönséges gyufafejet rántott meg a doboz kinyitásakor. A gyufafejeknek azonnal meg kellett volna gyulladniuk és meg kellett gyújtaniuk a lőport is a doboz kinyitásakor (amikor az elsütőszerkezet elindította a lőport, csak három gyulladt meg). Sokkal hatékonyabb technika lett volna a lőpor elemmel hevített elektromos fűtőszállal való begyújtása, amit később alkalmazott is.
A kezdeti 1978-as robbantást újabbak követték, ezúttal repülőgépi alkalmazottak ellen. 1979-ben egy bomba került az American Airlines légitársaság 444-es járatára, egy Chicagóból Washingtonba tartó Boeing 727-re. A bomba felrobbanás helyett füstölni kezdett, ami arra utal, hogy feltehetőleg ammónium-nitrátból készült, és nem volt elég hatékony a gyújtószerkezete. A pilóta kényszerleszállást volt kénytelen végrehajtani, több utast füstmérgezéssel kezeltek. A hatóságok szerint csak a hibás gyújtómechanizmus akadályozta meg a bomba felrobbanását és elegendő robbanóereje lett volna a repülőgép elpusztításához. Mivel a repülőgépes robbantások az USA-ban szövetségi bűnténynek számítanak, a Szövetségi Nyomozóiroda is bekerült az ügybe, és előjött az UNABOM betűszóval. A tettest akkor még az általa használt eszközök miatt „roncstelepi robbantó”-nak hívták. Az FBI először azt gondolta, hogy egy kirúgott repülőgép-karbantartó a bűnös, de John E. Douglas FBI-ügynök nem fogadta el ezt a változatot. Azt állította, hogy a bombák túl összetetten lettek megtervezve, és inkább tudományos körökben kellene nyomozni. Teóriája alapvetően nem talált elfogadásra.
Az első súlyos sérülés 1985-ben következett be, amikor John Hauser University of California, Berkeley hallgató és a légierő századosa négy ujját és egyik szemének látását vesztette el. Hauser százados űrhajóskiképzésre is jelentkezett, és pár nappal a sérülést követően tudta csak meg, hogy felvették. A bombákat mind kézzel gyártották és fa alkatrészeket is tartalmaztak. Egyes alkatrészeken az „FC” felirat szerepelt – ezt kezdetben a „fucking computers” (kibaszott számítógépek) rövidítésnek hitték, csak később derült ki a valódi, „Freedom Club” (Szabadság Klub) jelentése. Egy kaliforniai számítógépbolt-tulajdonos, a 38 éves Hugh Scrutton belehalt a garázsában felrobbant bombából kirepülő, szögek és repeszek által okozott sérüléseibe. 1987. február 27-én hasonló támadás történt egy másik számítógép-szaküzlet ellen a utahi Salt Lake Cityben.
Hat év szünet után, 1993-ban Kaczynski újra lecsapott: levélbombát küldött David Gelernternek, a Yale Egyetem számítástudomány-professzorának, a Linda nevű elosztott programozási rendszer megalkotójának, a Mirror World Technologies szoftvercég egyik alapítójának. (Tükörvilág Technológiák, a cég neve az elosztott számítástechnikai rendszerekben szükséges adatstruktúra-többszöröző algoritmusokra utalhat.) Még ugyanebben az évben hasonló bombát kapott Charles Epstein genetikus is. Kaczinsky levelet írt a The New York Times-nak, melyben „csoportja”, a „Szabadság Klub” nevében felelősséget vállalt a merényletekért.
1994-ben Thomas J. Mosser reklámipari vezetőt ölt meg egy újabb levélbomba, amelyet egy, a New Jersey államban fekvő North Caldwell-i otthonába küldtek. Egy levélben Kaczinsky igazságosnak állította be a gyilkosságot, azzal érvelve, hogy a reklámipar az emberek gondolatainak befolyásolására fejleszt ki technikákat. Ezt egy 1995-ös gyilkosság követte, amelyben Gilbert Murray-t, a Kaliforniai Erdészeti Társaság (California Forestry Association) elnökét ölte meg a kaliforniai Sacramentóban.
Összesen 16 bombát írnak Kaczynski számlájára, amelyekkel 23 sérülést okozott és 3 embert ölt meg. A készülékek felépítése az évek során nagy változásokon ment keresztül, de az első néhány kivételével mind tartalmazta az „FC” bejegyzést. Némely készüléken rejtett ujjlenyomatok is voltak, amelyek nem voltak azonosak a Kaczinsky által küldött leveleken találhatóakkal. Minden egyes merényletével kapcsolatban hagyott valamilyen félrevezető nyomot. Ezeket szándékosan nehezen megtalálhatóra csinálta, hogy a nyomozókkal elhitesse, hogy valódi nyomra bukkantak. Ezek egyike volt, hogy egy, a CIA-nak írt levelében „véletlenül” felfedte: Sierra Mountains környékén él. Valójában a montanai hegyvidéken élt. A rendőrség napokat töltött a sierrai környék átfésülésével. A következő hamis nyom egy fel nem robbant bombában hagyott jegyzet volt: „Wu – működik! Megmondtam, hogy működni fog. – RV”. Egy még nyilvánvalóbb nyom volt, hogy Eugene O’Neill egydolláros bélyegeit használta az egyik doboza küldésére. Egy másik bombája Sloan Wilson Jégfivérek novellájának egy másolatába volt ágyazva.
| Dátum        | Állam       | Helyszín                                                                                         | Robbantás bekövetkezése | Áldozatok            | Áldozat foglalkozása                         | Sebesülés                                                                                      |
| ------------ | ----------- | ------------------------------------------------------------------------------------------------ | ----------------------- | -------------------- | -------------------------------------------- | ---------------------------------------------------------------------------------------------- |
| 1978.05.25.  | Illinois    | Northwestern Egyetem                                                                             | Bekövetkezett           | Terry Marker         | Egyetemi rendőrtiszt                         | Kisebb égési sérülések                                                                         |
| 1979.05.09.  | Illinois    | Northwestern Egyetem                                                                             | Bekövetkezett           | John Harris          | Egyetemi hallgató                            | Kisebb vágások és égési sérülések                                                              |
| 1979.11.15.  | Illinois    | Amerikai 444-es légvonal, Chicagotól Washingtonig (A robbanás a felszállást követően történt meg | Bekövetkezett           | 12 utas              | Különböző foglalkozások                      | Nem-halálos füstbelélgezés                                                                     |
| 1980.06.10   | Illinois    | Lake Forest városa                                                                               | Bekövetkezett           | Percy Wood           | Az United Airlines elnöke                    | Több égési sérülés a testen és az arcon                                                        |
| 1981.10.08   | Utah        | Utahi Egyetem                                                                                    | Hatástalanítva          | -                    | -                                            | -                                                                                              |
| 1982.05.05   | Tennessee   | Vanderbilt Egyetem                                                                               | Bekövetkezett           | Janet Smith          | Egyetemi titkár                              | Több égési sérülés és szilánkok okozta sebek a testen                                          |
| 1982.07.02   | Kalifornia  | Berkeley, Kaliforniai egyetem                                                                    | Bekövetkezett           | Diogenes Angelakos   | Mérnökprofesszor                             | Több égési sérülés és szilánkok okozta sebek a kezeken és az arcon                             |
| 1985. 05. 15 | Kalifornia  | Berkeley, Kaliforniai egyetem                                                                    | Bekövetkezett           | John Hauser          | Egyetemi hallgató                            | Több égési és szilánkok általi sérülés a testen                                                |
| 1985. 06.13  | Washington  | Auburn, The Boeing company                                                                       | Hatástalanítva          | -                    | -                                            | -                                                                                              |
| 1985.11.15   | Michigan    | Michingani Egyetem                                                                               | Bekövetkezett           | James V. McConnell   | Pszichológia professzor                      | Ideiglenes hallásvesztés                                                                       |
| 1985.11.15   | Michigan    | Michingani Egyetem                                                                               | Bekövetkezett           | Nicklaus Suino       | Kutatási asszisztens                         | Égési sérülések és egyéb szilánkok okozta sebek                                                |
| 1985.12.11   | Kalifornia  | Sacramento                                                                                       | Bekövetkezett           | Hugh Scrutton        | Számítógép szaküzlet tulajdonos              | Halál                                                                                          |
| 1987.02.20   | Utah        | Salt Lake City                                                                                   | Bekövetkezett           | Gary Wright          | Számítógép szaküzlet tulajdonos              | Több sérülés a bal karon                                                                       |
| 1993.06.22   | Kalifornia  | Tiburon                                                                                          | Bekövetkezett           | Charles Epstein      | Genetikus                                    | Több sérülés a dobhártyán, ideiglenes hallásvesztés, három ujj elvesztése                      |
| 1993.06.24   | Connecticut | Yale Egyetem                                                                                     | Bekövetkezett           | David Gelernter      | Informatikai tudományok professzor           | Több szilánkok általi sérülés, megsebesült a jobb szeme, és a jobb keze használhatatlanná vált |
| 1994.12.10   | New Jersey  | Norh Caldwell                                                                                    | Bekövetkezett           | Thomas J. Mosser     | Reklámspecialista a Burson-Marsteller cégnél | Halál                                                                                          |
| 1995.04.24   | Kalifornia  | Sacramento                                                                                       | Bekövetkezett           | Gilbert Brent Murray | Faipari lobbista                             | Halál                                                                                          |

## Kiáltványa
A magyar nyelvű szöveg, és Kaczynski egyéb írásainak elérhetősége: http://unabomber.hu/
Az angol eredeti: http://editions-hache.com/essais/pdf/kaczynski2.pdf
1995-ben Kaczynski számos levelet küldött – többet korábbi áldozatainak –, melyekben magyarázatot adott tetteire és körvonalazta céljait. Követelte, hogy 35 000 szavas, „Az ipari társadalom és jövője” című irományát, – melyet „Unabomber kiáltvány”-nak is hívnak – közölje le egy nagyobb hírlap. Azt állította, ebben az esetben fel fog hagyni a robbantásokkal. Nagy vita alakult ki arról, hogy meg kell-e ezt tenni. Egy újabb, további gyilkosságokkal fenyegetőző levél után az amerikai igazságügyi minisztérium a közbiztonság érdekében javasolta a közlést. A The New York Times és a The Washington Post végül 1995. január 19-én annak reményében jelentette meg a pamfletet, hogy valaki felismeri az írásmódot.
Az ipari társadalom és jövője Kaczynski azon állításával kezdődik, hogy „az ipari forradalom és következményei katasztrofálisak lettek az emberi faj számára”. Nyitó és záró fejezeteiben Kaczinsky egyediség-ellenességük és kollektivizmus-pártiságuk miatt elítéli a baloldaliságot és a baloldaliakat, állítása szerint „mivel, mélyen legbelül [a baloldali] lúzernek érzi magát”. A szövegben leírt baloldaliságot a „nem-baloldaliság”-gal állítja szembe, és teljes mértékben ellenzi a dokumentum által vizionált „anarchiával”: „hatalom … egyéni vagy kis-csoporti alapon”. „Anarchiája” lehetővé tenné az emberek számára „a saját életmódjuk irányítását”, az anarchista ellenzi a technikát, mivel „a kis csoportokat nagy szervezetektől hozza függésbe”.
Az egész szövegen végigvonul, hogy Kaczynski nyomatékosításképp nagybetűvel ír egyes szavakat. Önmagára mindvégig „mi”-ként, vagy „FC”-ként (Freedom Club, azaz Szabadság Klub) hivatkozik, noha mindvégig úgy tűnik, hogy egyedül tevékenykedik. Emellett a kiáltvány számos helyesírási hibát is tartalmaz, ami vagy eredeti, vagy csak az őt megjelentető médium hibája.
Azt állítja, hogy az technológiai leigázás egyetlen alternatívája a technológia visszautasítása és a visszatérés egy természethez közeli élethez, amelyben az „akarati folyamat”, amely alatt az egyén saját problémái megoldásának képességére vonatkozó igényét érti, teljes mértékben kielégül. A technológiai-ipari társadalomban állítása szerint az emberiség lehetőségei sokkal nagyobbak, ám az egyes ember lehetőségei nagyon beszűkültek, mivel ahogy egy társadalomban az együttműködő emberek száma nő, úgy úgy csökken a döntéshozó egyének része a populációban. Az „akarati folyamat”-ban való részvétel mindent elsöprő igénye miatt a modern társadalom vég nélkül ismétlődő, alapvetően értelmetlen pótcselekvésekkel van tele, beleértve azt is, hogy a modern ember majdnem mindent üzleti alapon vagy az élvezetekért csinál: művészi igyekezet, szakmai előrehaladás, vagyon gyűjtése, a „mértéktelen szex” mind-mind „mesterséges”, mert nem elégít ki „biológiai igényeket”.
Állítása szerint a technikai fejlődés, iparosodás e folyamatai évszázadok óta finomodnak, és végül az emberek túlnyomó többségének gépek, illetve a gépeket irányító szűk kisebbség általi teljes leigázásában fognak beteljesedni. Állítja, hogy a társadalom valószínűleg genetikai úton vagy drogozással fogja az embereket még több és több pótcselekvés elfogadására késztetni, egy olyan világot teremtve, amelyben „az emberi lények talán boldogak lehetnek… de egészen biztosan nem lesznek szabadok”. Ebben a világban az emberek „háziállatok szintjére fognak alacsonyodni”.
Miután megjósolta a társadalomnak az egyén boldogságával való összeférhetetlenség miatti széttöredezését, Kaczinsky céloz az óhajára, hogy „bevesse az Igazi Hívők energiáit egy forradalomért”, és megállapítja, hogy megfigyelése szerint „a legveszélyesebb baloldaliak… kerülik az agresszivitásuk irritáló kinyilvánítását és tartózkodnak a baloldaliságuk reklámozásától, viszont csendben és feltűnés nélkül dolgoznak a kollektivista értékeik előmozdításáért…”
A technikai társadalom kritikájaként a Kiáltvány az iparosodás és a technológia olyan kortárs kritikusait ismétli, mint például John Zerzan, Fredy Perlman, Jacques Ellul, Lewis Mumford és Derrick Jensen. Bill Joy, a Sun Microsystems társalapítója a Wired lapban a Kanczinskyt idéző Ray Kurzweil-től idézte a technológia veszélyeivel kapcsolatban, elfogadva, hogy a Kiáltvány egy választ kívánó „antiutópisztikus vízió”, mindannak ellenére, hogy barátja, David Gelernter is a Kaczynski által súlyosan megsebesítettek között volt.
1996 elején egy washingtoni ügyvéd kapcsolatba lépett a volt FBI-os túsztárgyaló Clindt van Zandttal, és felkérte, hogy hasonlítsa össze a Kiáltványt egy ügyfele testvére által kézzel írt leveléről írógéppel készített másolatokkal. Van Zandt elemzése megállapította, hogy meggyőző stilisztikai és szóhasználati egyezés van az akkor már fél éve közkézen forgó Kiáltvány és a névtelen levelek között. A megállapítás alapján David Kaczinsky az FBI-t idősebb testvére, a paranoid skizofréniás, családjától elidegenedett, elszigetelt remete életmódot folytató Ted kabinjához vezette. A házkutatási és letartóztatási parancs 204-es és 205-ös paragrafusa szerint sok FBI szakértő szerint a kiáltványt nem „Theodore Kaczynski, hanem más személy” írta. A jelentés szerint az FBI-t súlyosan megosztotta, hogy Kaczynski írta-e a Kiáltványt, vagy másvalaki:
„204. Más egyének elemzést végeztek az UNABOM kéziraton megállapítva, hogy a kéziratot más személy, és nem Theodore Kaczynski írta, aki szintén nyomozás alatt áll.
205. Számos más szakértői vélemény is van UNABOM identitásával kapcsolatban. Ezek egyike sem nevezte meg Theodore Kaczynskit mint lehetséges szerzőt.”

## Letartóztatása és a jogi eljárás

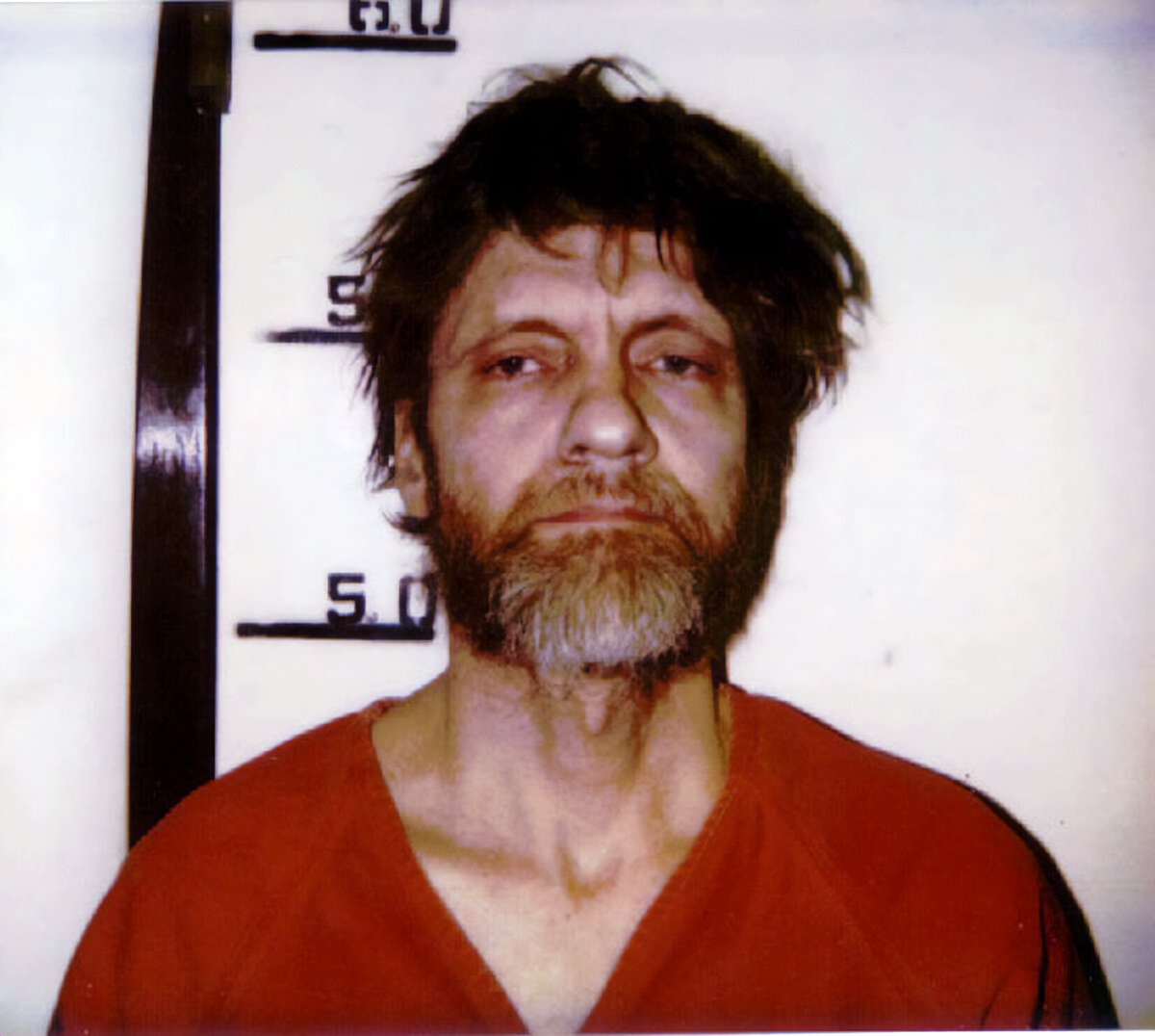
Kaczynski letartóztatásakor

Kaczynski öccse, David Kaczynski felismerte Ted stílusát a publikált Kiáltványban, és értesítette a hatóságokat. Miután egy igazságügyi nyelvészcsoport összehasonlította a Kaczynski testvérétől és anyjától kapott mintákat Unabomber írásaival, és megállapította, hogy ugyanaz a személy írta őket, 1996. április 3-án hatósági személyeket küldtek Kaczynski letartóztatására a montanai Lincoln külterületén álló tanyáján. Egy időben David is bátyja életstílusa szerint élt, de később úgy döntött, hogy maga mögött hagyja a túlélő életmódot. David biztosítékot kapott az FBI-tól, hogy névtelen marad, és különösen bátyja nem tudja meg, hogy ellene fordult, ám identitása végül kiderült, sikertelen belső nyomozást eredményezve az FBI-nál. David a jutalmul kapott pénzt, ami jogi költségeit sem fedezte, testvére áldozatainak családjainak adományozta.
Kaczynski jogászai a Montana állam által kirendelt védő, Anthony Gallagher vezetésével beszámíthatatlanságra próbálták alapozni a védelmet, amit Kaczynski nem fogadott el. Egy bíróság által megbízott pszichiáter paranoid skizofréniával diagnosztizálta, de alkalmasnak találta rá, hogy bíróság elé álljon. Ted családja elmondta, hogy mindig „letaglózták” a konfrontatív helyzetek. Ez nem csak az őt bűneire rávevő betegség tünete, de egyben annak jele is, hogy képtelen a saját védelmére vagy arra, hogy megbízhatóan megnevezze az esetleg létező bűntársait. 1998. január 7-én Kaczynski megpróbálta felakasztani magát. 1998. január 22-én bűnösségét beismerve elkerülte a halálbüntetést, de később vallomását megpróbálta visszavonni, mondván, hogy az szándéka ellenére történt. Garland Burrell bíró megtagadta a kérését, amit az Állami Kilencedik Körzeti Fellebbviteli Bíróság is megerősített. Az ellene felhozott bizonyítékok egyikét sem vizsgálta meg alaposabban az igazságszolgáltatás.
Az embervadászat kezdeti fázisában a tettesről teljesen más kép állt fenn, mint a valóságban. Az „Unabomber Kiáltvány” következetesen többes számban íródott, és a nyomozók egy időben egy „Nathan” keresztnevű személyt is megneveztek. Ugyanakkor, amikor az esetet a nyilvánosság elé tárták, a hatóságok már tagadták, hogy Kaczinskyn kívül bárki más is érintett lenne a bűncselekményekben. Soha nem magyarázták meg azt sem, hogy miért vett célba repülőgépet, miért pont azokat az áldozatokat választotta ki, vagy miért úgy helyezte el a készülékeket, hogy azok válogatás nélkül öljenek és csonkítsanak.
2006. augusztus 10-én ifj. Garland Burrell bíró elrendelte, hogy a letartóztatásakor a tanyáján begyűjtött személyes tárgyait – könyveket, szerszámokat, ruhákat stb. – el kell árverezni egy „megfelelően reklámozott internetes aukción”. A kormányzat szerint bombagyártásra használt eszközök, mint például robbanóanyag-receptek és bombatervrajzok, kivételt képeznek ez alól. Az árverezés végrehajtója állja a költségeket, megtarthatja az eladási ár 10%-át, a maradék pedig azon, Burrell által elrendelt 15 millió dolláros jóvátétel részét képezi, amelyet Kaczynskinak kell fizetnie az áldozatainak.

## Élete a börtönben
Kaczynski egészen 2023. június 10-ig a feltételes szabadlábra helyezés lehetősége nélküli életfogytig tartó börtönbüntetését töltötte a maximális biztonsági fokozatú ADX Florence szövetségi börtönben, a coloradói Florence-ben.
A Labadie Gyűjtemény, a Michigan Egyetemi Különleges Gyűjtemények Könyvtára tárolja Kaczinsky több mint 400 emberrel a letartóztatása óta folytatott levelezését, néhány válaszának másolatát, jogi dokumentumot és publikációt. Legtöbb levelezőpartnerének nevét 2049-ig titokban tartják.
A börtönben aktív írói tevékenységet folytat. Egy Deák István által írt könyvkritikával kapcsolatos tudományos levele megjelent a The New York Review of Booksban.
Egy 2005. október 7-i levélben Kaczynski két ritka könyvet ajánlott fel a Northwestern Egyetem egyik könyvtárának javára, mely két első merénylete egyikének helyszíne volt. A címzett, David Easterbook az egyetemi archívumnak továbbította a levelet, ők azonban arra hivatkozva, hogy már rendelkeznek a könyvek angol változatával és nincs szükségük másolatra, nem fogadták el az adományt.

## Halála
Kaczynszkyt 2021. december 14-én egészségügyi okokból Coloradóból Észak-Karolinába szállították, s az itteni börtönben hunyt el 2023. június 10-én. Holttestét cellájában fedezte fel az intézmény személyzete, valószínűleg öngyilkos lett.